# Inamhongal, Parasgad
Inamhongal là một làng thuộc tehsil Parasgad, huyện Belgaum, bang Karnataka, Ấn Độ.